# Suavodrillia
Suavodrillia is een geslacht van weekdieren uit de klasse van de Gastropoda (slakken).

## Soorten
- Suavodrillia declivis (Martens, 1880)
- Suavodrillia kennicotti (Dall, 1871)
- Suavodrillia textilia Dall, 1927